# Cyllognatha affinis
Cyllognatha affinis är en spindelart som beskrevs av Lucien Berland 1929. Cyllognatha affinis ingår i släktet Cyllognatha och familjen klotspindlar.
Artens utbredningsområde är Samoa. Inga underarter finns listade i Catalogue of Life.